# Pleospora berlesii
Pleospora berlesii är en svampart som beskrevs av Oudem. 1897. Pleospora berlesii ingår i släktet Pleospora och familjen Pleosporaceae.   Inga underarter finns listade i Catalogue of Life.